# زاهرادکا (منطقه تربیچ)
زاهرادکا (به چکی: Zahrádka) یک منطقهٔ مسکونی در جمهوری چک است که در منطقه تربیچ واقع شده‌است. زاهرادکا ۷٫۱۷ کیلومتر مربع مساحت و ۱۲۵ نفر جمعیت دارد و ۴۱۵ متر بالاتر از سطح دریا واقع شده‌است.